# Nikolaj Trubetskoj
Nikolaj Sergejevitj Trubetskoj (ryska: Николай Сергеевич Трубецкой), född 16 april (gamla stilen: 4 april) 1890 i Moskva, död 25 juni 1938 i Wien, Tyska riket (nuvarande Österrike), var en rysk slavist och lingvist.

## Biografi
Trubetskoj kom från en adlig familj; fadern Sergej var professor i filosofi vid Moskvauniversitetet. Redan som skolpojke började Trubetskoj att publicera bland annat religionshistoriska och språkvetenskapliga skrifter, med kaukasiska språk som specialitet. Trubetskoj skrevs 1908 in som elev vid Moskvauniversitetet, där han studerade komparativ lingvistik under bland andra Filipp Fortunatov. Han avlade examen 1912, och från 1915 arbetade han som privatdocent i Kislovodsk, Baku och Rostov-na-Donu. Efter ryska revolutionen gick Trubetskoj i exil, först i Bulgarien, där han 1920–1922 undervisade vid Sofias universitet, och därefter i Österrike, där han 1923 blev professor i slaviska språk vid Wiens universitet. I exilen var Trubetskoj även aktiv som ledare inom den eurasianistiska rörelsen.
För Trubetskoj var lingvistikens huvuduppgift studiet av språksystemens inre struktur. Han representerade den strukturalistiska lingvistiken och grundlade fonologin, som han behandlar i den postumt utgivna Grundzüge der Phonologie (1939). Hans forskning kom att få stort inflytande inom Pragskolan.